# Ганнушкіна Світлана Олексіївна
Світлана Олексіївна Ганнушкіна (рос. Светла́на Алексе́евна Га́ннушкина; * 6 березня 1942, Москва, Російська РФСР) — російська правозахисниця, голова Комітету «Громадянське сприяння», членкиня Ради та керівниця Мережі «Міграція і право» правозахисного центру «Меморіал», членкиня Ради з прав людини при Президентові РФ.

## Біографія
Закінчила механіко-математичний факультет МГУ (1965) і аспірантуру (1967). У 1970–1999 роках викладала математику в Історико-архівному інституті (Російський державний гуманітарний університет).
З кінця 1980-х років бере участь у правозахисній діяльності.
У 2006 році отримала Премію Homo homini.
У 2010 році лідером норвезької Консервативної партії Ерна Сольберг (Erna Solberg) була висунута (разом з «Меморіалом») на Нобелівську премію миру.
В 2016 році — лауреатка премії «За правильний спосіб життя».

## Громадянська позиція
У червні 2018 року підтримала відкритий лист діячів культури, політиків і правозахисників із закликом до світових лідерів виступити на захист ув'язненого у Росії українського режисера Олега Сенцова й інших політв'язнів.
Наприкінці січня 2022 року, разом з іншими деякими відомими вченими, письменниками, журналістами, правозахисниками Росії виступила проти можливої війни з Україною та підписала «Заяву прихильників миру проти Партії Війни у російському керівництві», яка була опублікована на сайті видання «Ехо Москви».
21 лютого 2022 року, підписала відкритий колективний лист російського Конгресу інтелігенції «"Ви будете прокляті!" Паліям війни», в якому йдеться про історичну відповідальність влади РФ за розпалювання «великої війни з Україною».
У грудні 2022 року Роскомнагляд вніс Світлану Ганнушкіну до реєстру «іноагентів» Росії за її висловлювання проти війни з Україною.

Напад Росії на Україну правозахисниця називає ганьбою, від якої РФ ніколи не відмиється. 
|  | Я не знаю, коли це зміниться, і, звичайно, в історії це залишиться як ганебна сторінка російської історії. Її нічим не викреслиш. І не треба, до речі, |

— зазначила вона.